# Glenluce
Glenluce, schottisch-gälisch: Clachan Ghlinn Lus, ist eine Ortschaft in der schottischen Council Area Dumfries and Galloway beziehungsweise der traditionellen Grafschaft Wigtownshire. Sie liegt je rund 14 Kilometer östlich von Stranraer nahe der Mündung des Water of Luce in die Luce Bay. Glenluce markiert den nordwestlichen Abschluss der Halbinsel The Machars.

## Geschichte
Der Name der Ortschaft Glenluce rührt von der Lage in dem gleichnamigen Tal her. Er leitet sich von lateinisch Vallis Lucis („Tal des Lichts“) ab. Während der römischen Besatzung Britanniens befand sich am Standort der Ortschaft ein römisches Lager am Ufer des Water of Luce. Im späten 12. Jahrhundert stiftete Lochlann of Galloway die Zisterzienserabtei Glenluce Abbey. Die heute als Ruine erhaltene Abtei wurde 1602 säkularisiert. In den 1590er Jahren errichtete der Clan Hay mit dem Castle of Park einen Wehrbau (Tower House) bei Glenluce. In der Neuzeit erhielt die landwirtschaftlich geprägte Ortschaft ein Automuseum sowie einen Golfplatz.
Im Rahmen zweier Zensuserhebungen im 19. Jahrhundert wurden in Glenluce rund 900 Personen gezählt. Nach dem Ergebnis von 725 Einwohnern im Jahre 1971 war die Einwohnerzahl zunächst rückläufig, erholte sich jedoch auf 635 im Jahre 2011.

## Verkehr
Die Fernverkehrsstraße A75 (Stranraer–Gretna Green) tangiert Glenluce und bindet die Ortschaft an. Am Ostrand beginnt die A747, welche die Machars-Halbinsel erschließt. 1861 erhielt die Ortschaft einen Bahnhof entlang der neu eröffneten Portpatrick and Wigtownshire Joint Railway. Im Zuge der Beeching-Axt wurde die Strecke 1965 geschlossen und der Bahnhof aufgelassen.